# Bolszeustjikinskoje
Bolszeustjikinskoje (ros. Большеустьикинское) – wieś (ros. село, trb. sieło) w Rosji, w Baszkortostanie. W 2010 roku liczyła 7839 mieszkańców.